# Fröruper Berge

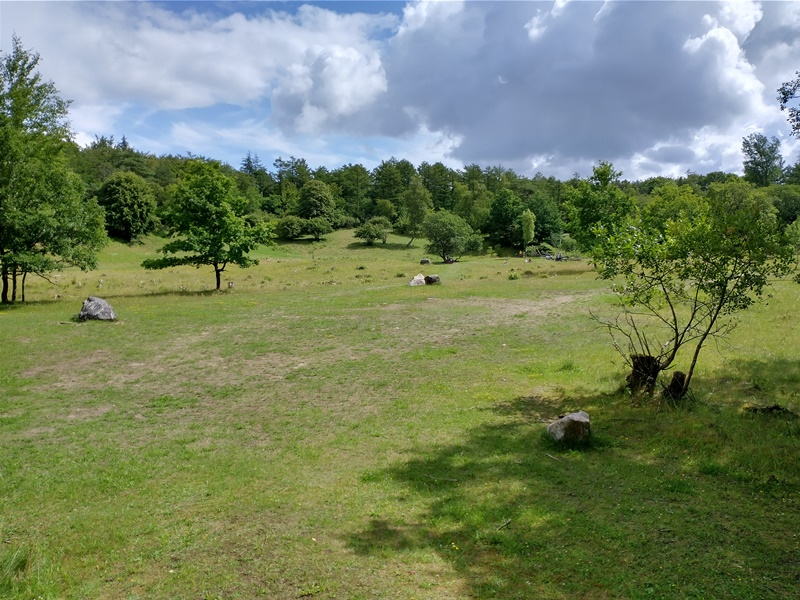
Die Fröruper Berge

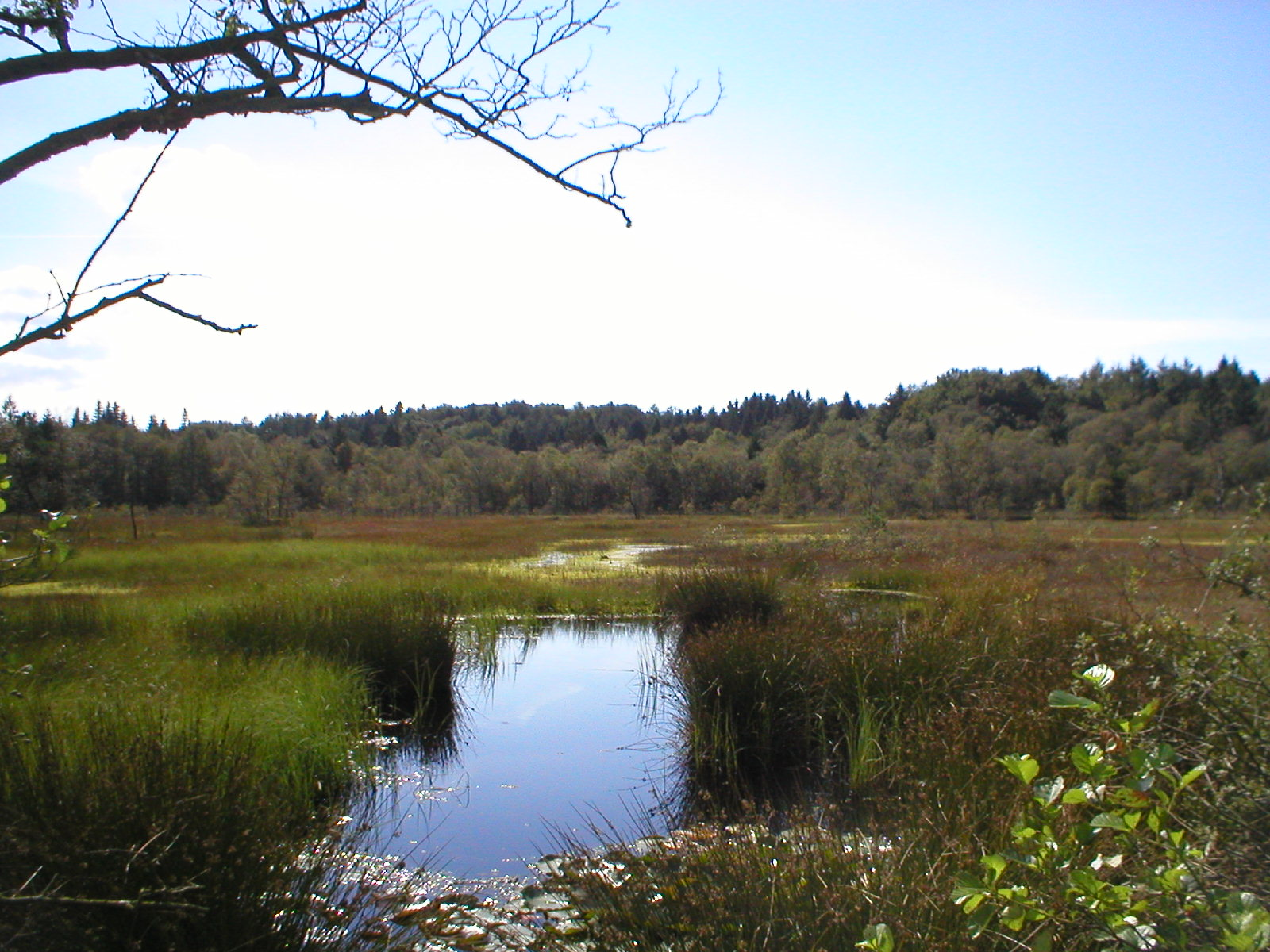
Moorbereich im NSG Fröruper Berge

Die Fröruper Berge (dänisch Frørup Bjerge) in der Gemeinde Oeversee sind ein Naturschutzgebiet zwischen Schleswig und Flensburg im Norden Schleswig-Holsteins.
Das Naturschutzgebiet besteht seit 1936.
Es liegt südöstlich vom Ortsteil Frörup und wird im Rahmen des Naturschutzgroßprojekts Obere Treenelandschaft betreut. Die weitgehend bewaldeten Fröruper Berge mit ihrem wiedervernässten Hochmoorbereich, der Budschimoor oder Butschimoor (dän. Bushøj Mose) genannt wird, sind eine eiszeitliche Moränenlandschaft. Die Stauchendmoräne entstand durch die jüngste Eiszeit (Weichsel-Kaltzeit). Enormer glazialer Druck schob Gestein gröberer Größen wie Kies bis hin zu großen Findlingen sowie andere Ablagerungen zu einem Wall auf. Der Abbau von Steinen und Kies, der stellenweise bis in die 1960er Jahre erfolgte, hat einen Teil der Fröruper Berge überprägt. Das Kieswerk war um 1920 das größte Kieswerk im Norden des Landes. Die abgebauten Steine wurden für den Küstenschutz der Nordsee sowie zum Bau des Hindenburgdammes verwendet. Der Transport der Steine erfolgte mittels einer Lorenbahn, durch die die Fröruper Berge an die Hauptstrecke angeschlossen waren. Um 1950 begann man mit der Wiederaufforstung der Fröruper Berge.
Das Naturschutzgebiet ist vollständig Teil des größeren FFH-Gebiets DE-1322-392 Wald-, Moor- und Heidelandschaft der Fröruper Berge und Umgebung. Die das Naturschutzgebiet umgebenden Flächen liegen im Landschaftsschutzgebiet Oberes Treenetal und Umgebung.
Es ist geplant, das bestehende NSG Fröruper Berge – gemeinsam mit dem ebenfalls in Oeversee gelegenen NSG am Treßsee – in ein neues und größeres Naturschutzgebiet „Obere Treenelandschaft“ einzubeziehen.
Das Ausweisungsverfahren ist noch nicht abgeschlossen (Stand März 2015). Mittlerweile ist das Naturschutzgebiet „Obere Treenelandschaft“ Realität (Stand März 2020).